# Złatan Jordanow
Złatan Jordanow (ur. 2 marca 1991 w Kyrdżali) – bułgarski siatkarz, grający na pozycji przyjmującego, reprezentant Bułgarii. 

## Sukcesy klubowe
Liga bułgarska:
- 2012, 2013, 2015
- 2025[4]

Puchar Bułgarii:
- 2013

MEVZA - Liga środkowoeuropejska:
- 2023[5]

Liga austriacka:
- 2023[6]

## Sukcesy reprezentacyjne
Mistrzostwa Europy Juniorów:
- 2010